# Ranunculus acrifolius
Ranunculus acrifolius är en ranunkelväxtart som först beskrevs av Johann Axel Nannfeld och H. Sm., och fick sitt nu gällande namn av S. Ericsson. Ranunculus acrifolius ingår i släktet ranunkler, och familjen ranunkelväxter. Inga underarter finns listade i Catalogue of Life.